# Morden på Kuusinenklubben

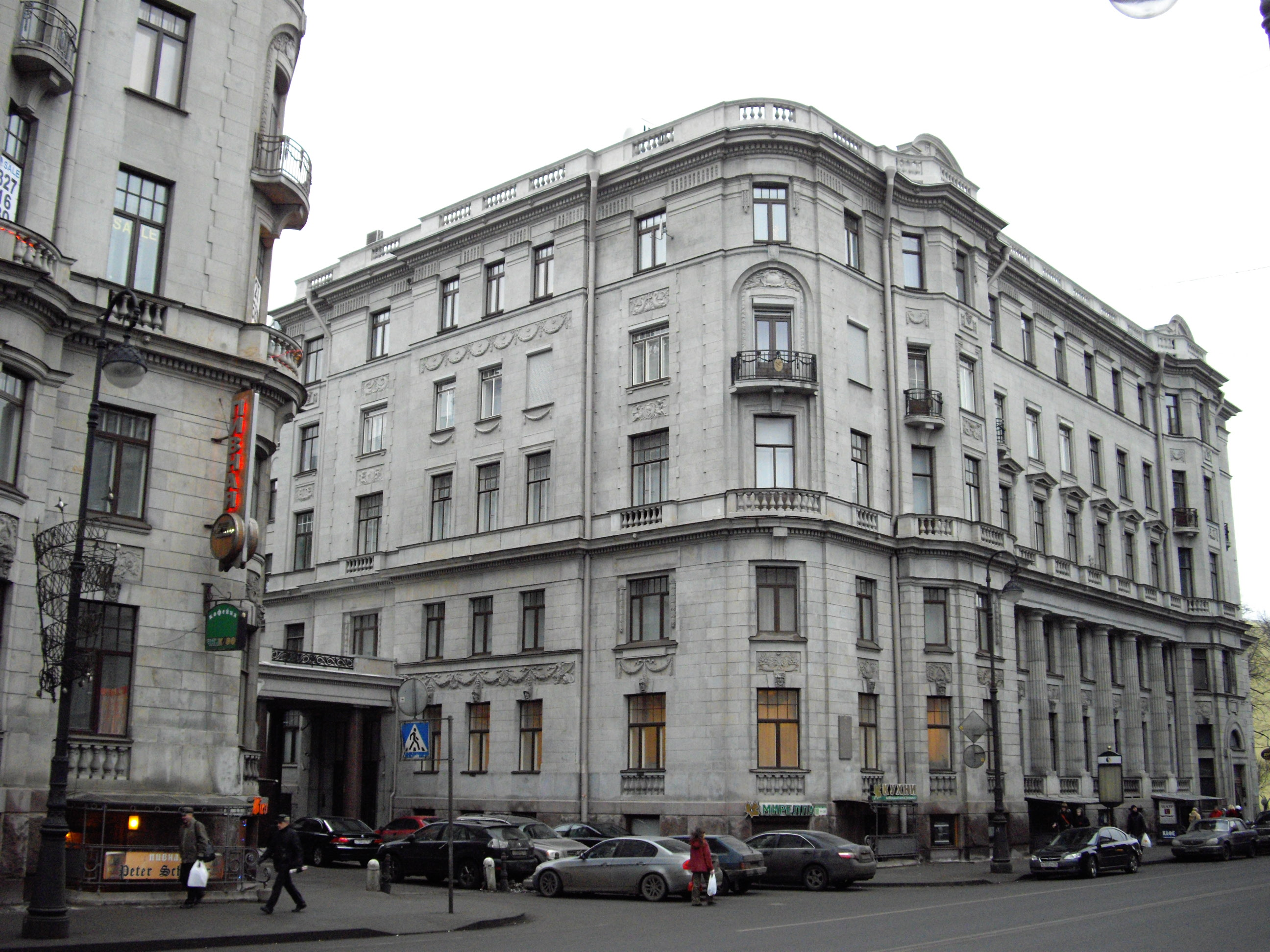
Kamennoostrovskij prospekt 26–28.

Morden på Kuusinenklubben avser morden på åtta medlemmar i Finlands kommunistiska parti (FKP) den 31 augusti 1920 på Kuusinenklubben på Kamennostrovskij prospekt 26–28 (ryska: Каменноостровский проспект) i Petrograd (nu Sankt Petersburg). Bland de döda fanns två medlemmar av partiets centralkommitté, Väinö Jokinen och Jukka Rahja. Många misstänkta för inblandning i attacken arresterades, men många släpptes inom kort eller fick korta straff. Voitto Eloranta och Elvira Willman-Eloranta avrättades på anklagelser om mord.
Attacken började under en rökpaus när Jukka Rahja just lagt fram en presentation om den sovjetiska reträtten vid Warszawafronten. Han blev den förste som sköts på trappavsatsen. Liisa Savolainen, en kontorist, försökte att kalla på hjälp men fick en kula i nacken och dog. Jukka Viitasaari försökte göra motstånd men fick en kula i huvudet, detsamma gjorde Tuomas W. Hyrskymurto. Skottlossningen upphörde först när skyttarna gjort slut på ammunition.

## Bakgrund
Efter slutet av inbördeskriget i Finland 1918 flydde tusentals av de förlorande rödgardisterna till Sovjetryssland, främst Petrograd. I exil började ledningen för de tidigare röda gardena föra en luxuös tillvaro i några av de bästa hotellen och restaurangerna i den tidigare huvudstaden Petrograd, man påstås ha fått med sig utländsk valuta som stulits från Finlands Bank till ett värde av miljontals finska mark. Medan de flesta andra finländska kommunister som flytt till Sovjetryssland levde under mycket knappa förhållanden, och de som öppet kritiserade ledningen uteslöts ur partiet. En oppositionsfraktion som bildades inuti partiet (den så kallade "mauseroppositionen" ) beslutade att slå till, eller "överbrygga klyftan mellan ledning och medlemmar" i en öppen attack.

## Platsen
Kuusinenklubben låg i lägenhet 116 på femte våningen av Kammenoostrovgatan 26-28 . Klubben fick namnet till Otto Ville Kuusinens ära, när det i februari 1920 blivit känt att Kuusinen skulle ha skjutits i Finland . Den användes som mötesplats för finska kommunister tills den upplöstes i slutet av 1920-talet och böckerna och all memorabilia som Kuusinen lämnat där förstördes. Anledningen var Kuusinens rykte i centralkommitténs ögon efter att han undrat över den offentliga motiveringen till morden. I detta skede var Kuusinen i fara eftersom FKP:s militära organisation under ledning av Eino Rahja beslutat att döda Kuusinen. Det påkostade huset byggdes mellan 1910 och 1914 och hyste många finska kommunister.

## Döda
De åtta döda

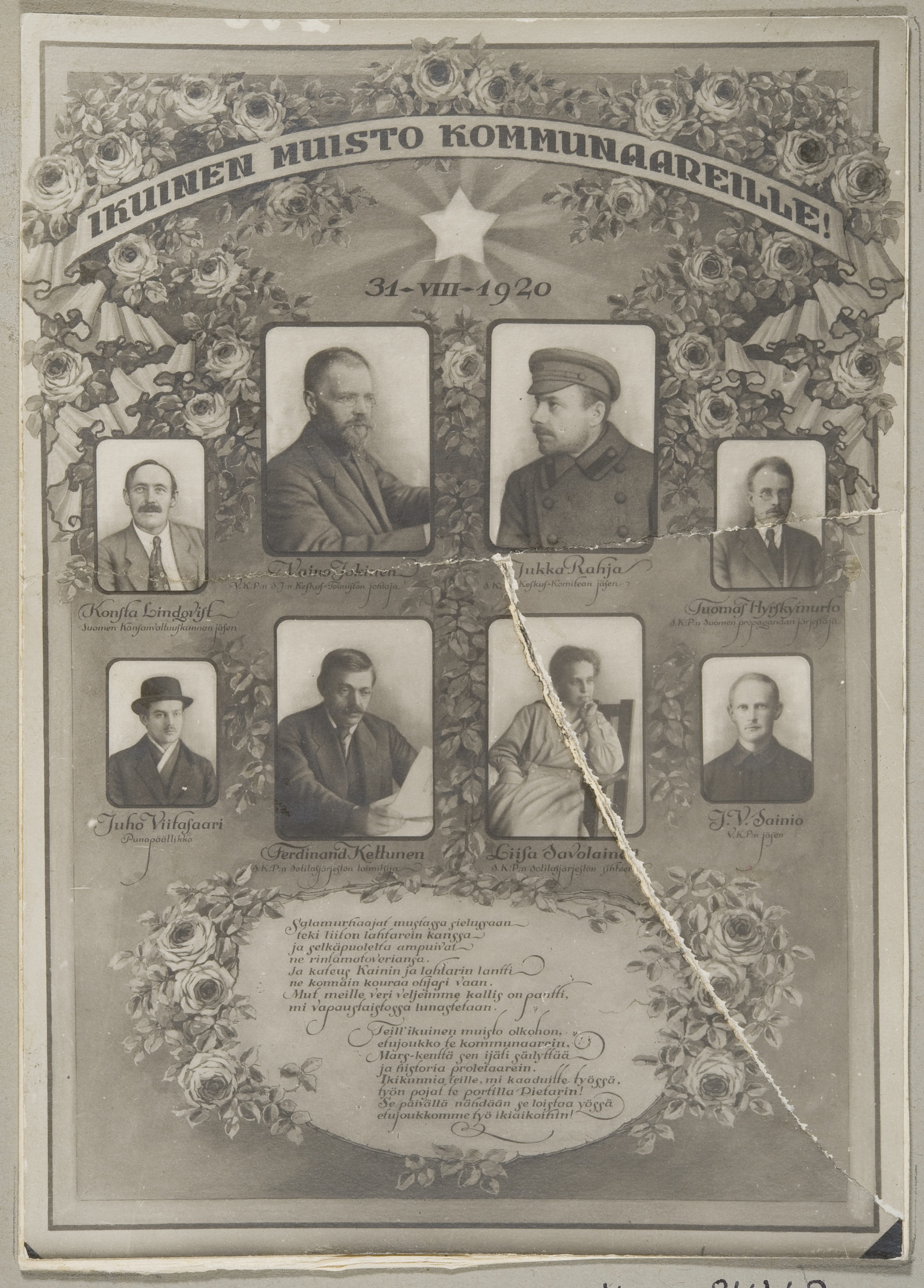
De åtta döda. Övre från vänster: Konsta Lindqvist, Väinö Jokinen, Jukka Rahja och Tuomas Hyrskymurto. nedre fr. v. Juho Viitasaari, Ferdinand Kettunen, Liisa Savolainen och Juho V. Sainio.

- Tuomas W. Hyrskimurto, partiarbetare
- Väinö Jokinen, tidigare riksdagsledamot för Tavastlands valkrets, ledamot i FKP:s centralkommitté
- Ferdinand T. Kettunen, chef för FKP:s militära organisation
- Konsta Lindqvist, tidigare riksdagsledamot för Västra valkretsen i Savolax län, ledamot av folkdelegationen och transportkommissionär
- Jukka Rahja (alias Ivan Abramovitj), medlem i FKP:s centralkommitté
- Jussi Sainio, representant för Rysslands kommunistiska parti (bolsjevikerna)
- Liisa Savolainen, militärorganisationens kontorist
- Juho Viitasaari, röda arménofficer

Förutom de dödade fanns Kullervo Manner, Eino Rahja, Yrjö Sirola och Otto Wille Kuusinen på dödslistan, men var inte närvarande och undkom därmed.
Ytterligare tio personer skadades i attacken, bland dem K. M. Evä.

## Skyttar
Skyttarna var sex elever vid Röda officersskolan, ledda av Aku Paasi , däribland Allan Hägglund. Skyttarna skrev ett brev som motiverade deras handlingar och överlämnade sig sedan frivilligt till milisen . Paasi avrättades omedelbart. När Eino Rahja förde väsen över några av de milda domarna, beordrade Politbyrån en ny utredning. Voitto Eloranta och Elvira Willman-Eloranta avrättades två år senare. Andra dömdes till milda fängelsedomar på tre till fem år. De som fick fängelse överfördes att avtjäna sina straff i Burjatiska Sovjetrepubliken.
Paret Elorantas son Voitto I. Eloranta återvände senare till Finland och hävdade i sina memoarer Son vid foten av revolutionen (Otava 2000) att hans föräldrar varit oskyldiga. Enligt ögonvittnen hade Voitto Eloranta emellertid varit en av huvudmännen. Mördarna upptogs in i det Sovjetiska kommunistpartiet (VKP(b)) 1925 trots hårt motstånd från FKP. Partiets centralkommitté, ledda av Kullervo Manner, protesterade mot detta, men den slutgiltiga vändningen har förblivit oklar. Anklagelserna fortsatte att riktas mot Finland, Detektiva centralpolisen, som skulle ha fått hjälp av Scotland Yard, något som Matti Lackman betraktar som en löjlig idé, även om han förstår orsaken, eftersom England då ansågs vara Sovjetunionens värsta fiende. Fallet fortsatte att dyka upp på 1930-talet efter brytningen mellan Kuusinen och Manner. Manner använde det mot Kuusinen.

## Begravning

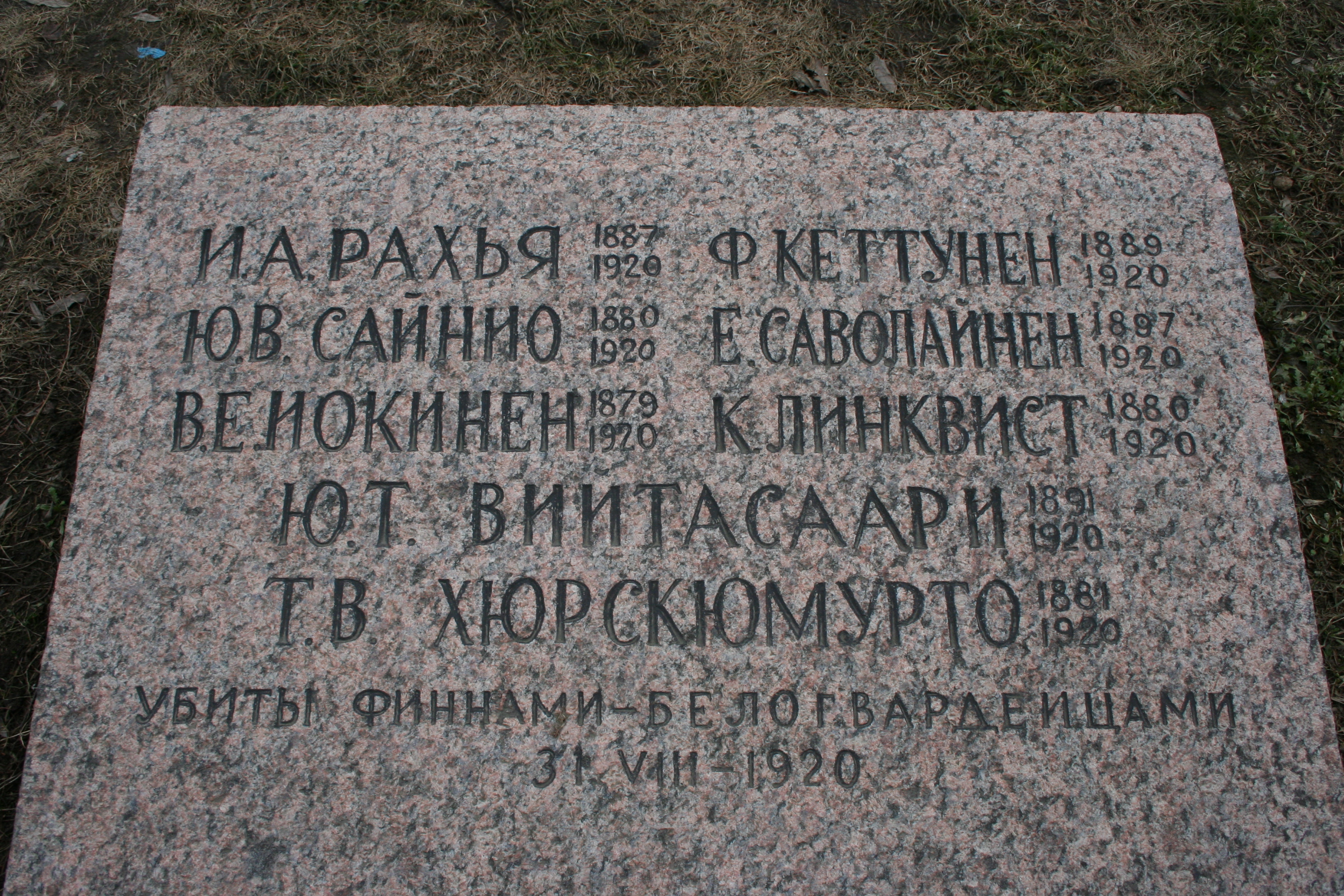
Gravsten på Marsfältet i St Petersburg.

De döda begravdes på Marsfältet den 12 september 1920. Uppslutningen var enorm, nästan 100 000 personer deltog. En minnesceremoni hölls på Uritskijtorget. Den officiella förklaringen var att mördarna var tysk-assisterade medlemmar av den finska hemliga polisen, även om detta var en intern konflikt mellan tidigare finska rödgardister som flytt till Petrograd. Detta är anledningen till att det på minnesplattan står "Mördade av vita finländare".

### Fotnoter
1. 1 2 3 4  Lackman, s. 106
2. 1 2 3 4 5  Lackman, s. 108
3. ↑  Lackman, s. 239, viite 152
4. ↑  Lackman, s. 111
5. ↑  Lackman, s. 106–108
6. ↑  Lackman, s. 110